# Иванович, Корнелий Агафонович
Корнелий Агафонович Иванович (13 сентября 1901 года — 3 ноября 1982 года, Москва, РСФСР, СССР) — советский учёный-педагог, специалист по сельскохозяйственному образованию, академик АПН РСФСР (1959).

## Биография
Родился 13(26) сентября 1901 года на станции Скиносы (сейчас это г. Чимишлия на территории Молдовы).
В 1921 году окончил земледельческое отделение Уманского училища садоводства и земледелия училища, получил звание агронома и был направлен в Тальянскую среднюю сельскохозяйственную школу, бывшую тогда филиалом Уманского сельскохозяйственного института, где с 1921 по 1925 годы преподавал специальные агрономические дисциплины и заведовал учебно-опытным хозяйством школы, а в 1925—1929 годы работал в качестве её директора и преподавателя по экономике и организации сельского хозяйства.
В 1929 году — переводится в Уманский сельскохозяйственный институт, где работает заместителем директора института.
В 1930 году — окончил Московский агропедагогический институт.
С 1930 года — на научной и научно-педагогической работе в Москве, с 1934 по 1959 годы — работает в Московской сельскохозяйственной академии имени К. А. Тимирязева (с 1937 года — заведующий кафедрой педагогики с 1937).
С 1932 по 1934 годы — работает во Всесоюзном научно-исследовательском институте сельхозкадров, где заведует методическим сектором, а затем назначается доцентом и заместителем директора по научной части.
В 1942 году — защищает докторскую диссертацию, тема: «Основы дидактики в сельскохозяйственной школе», а в 1944 году — утверждается в ученой степени доктора педагогических наук и в звании профессора.
В 1944 году — защитил докторскую диссертацию и был присвоено учёное звание профессора.
С 1945 по 1959 годы — работал проректором академии по учебной работе, с июля 1950 по март 1951 года исполнял обязанности ректора.
В 1959 году — избран академиком АПН СССР, а позднее — членом Президиума академии.
С 1965 по 1970 годы — заведующий сектором НИИ производственного обучения АПН и НИИ ТОПО (с 1970).
С 1941 по 1943 годы — работал секретарем партбюро Самаркандского филиала Тимирязевской академии, в 1945 году — редактором многотиражной газеты «Тимирязевка», а в 1946 году — секретарем парткома академии.
С 1947 по 1961 годы — избирался депутатом Районного Совета депутатов трудящихся Тимирязевского района г. Москвы.
Корнелий Агафонович Иванович умер 3 ноября 1982 года в Москве.

## Научная деятельность
Разрабатывал вопросы специфики обучения и воспитания учащихся сельских общеобразовательных школ, обобщил воспитательные аспекты деятельности ученических производственных бригад, получивших распространение в конце 50-х и в 60-е годов.
Автор более 130 трудов по истории сельскохозяйственной высшей и средней специальной школы в СССР, исследовал некоторые проблемы методики профессионального обучения в сельскохозяйственных учебных заведениях.

### Сочинения
- Основы дидактики в сельскохозяйственной школе, M, 1940;
- Основы воспитания в сельскохозяйственной школе, М., 1946;
- Высшая сельскохозяйственная школа в СССР", М., 1948;
- Сельскохозяйственное образование в СССР, М., 1958;
- Соединение обучения с производит, трудом в сельской школе, М., 1961 (соавт.);
- Трудовое обучение и профессиональная ориентация сельских школьников, М., 1978 (соавт.);
- Педагогические основы деятельности ученических производственных бригад, М., 1979 (соавт).

## Награды
- Орден Трудового Красного Знамени
- Орден «Знак Почёта»
- медали СССР
- 5 медалей ВДНХ